# Microglossum rufum
Microglossum rufum är en svampart som först beskrevs av Ludwig David von Schweinitz, och fick sitt nu gällande namn av Underw. 1896. Microglossum rufum ingår i släktet Microglossum och familjen Geoglossaceae.   Inga underarter finns listade i Catalogue of Life.

## Källor

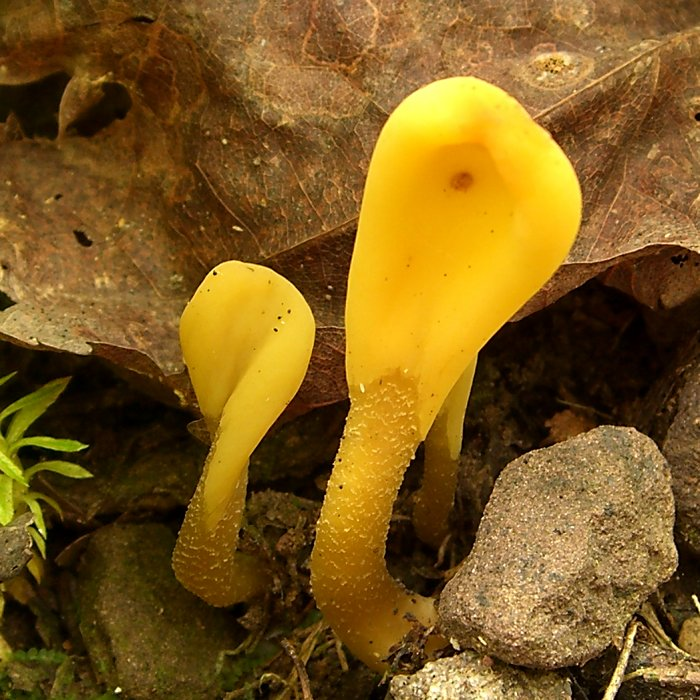
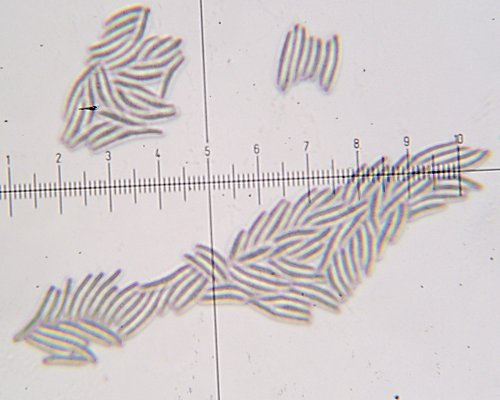
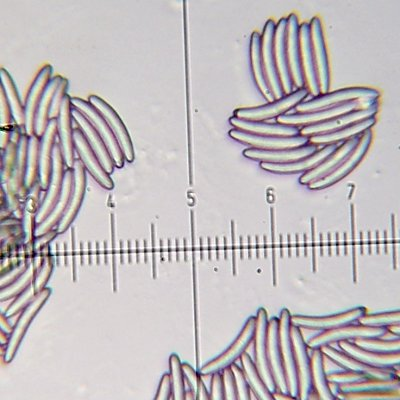
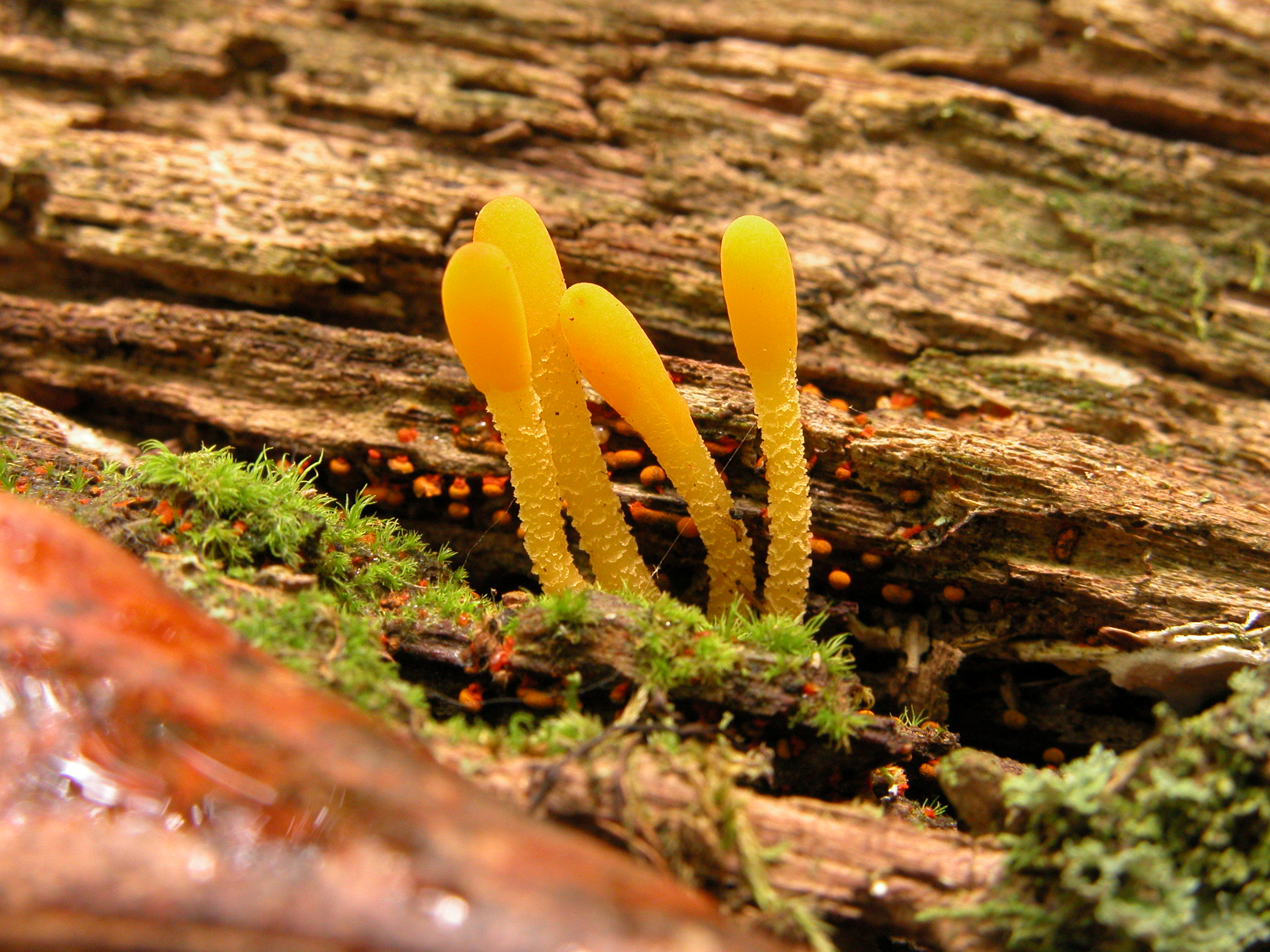